# Odessa (Delaware)
|  | Dieser Artikel wurde aufgrund von inhaltlichen Mängeln auf der Qualitätssicherungsseite des Projektes USA eingetragen. Hilf mit, die Qualität dieses Artikels auf ein akzeptables Niveau zu bringen, und beteilige dich an der Diskussion! Eine nähere Beschreibung der zu behebenden Mängel fehlt. |

Odessa ist eine Kleinstadt im New Castle County im US-amerikanischen Bundesstaat Delaware. Das U.S. Census Bureau hat bei der Volkszählung 2020 eine Einwohnerzahl von 366 ermittelt.
Der Ort liegt bei den geographischen Koordinaten 39,46° (39° 27' 20") Nord, 75,66° (75° 39' 30") West. Das Stadtgebiet hat eine Größe von 1,2 km².